# ترینو (کومونه)
ترینو (به ایتالیایی: Trino) یک کومونه در ایتالیا است که در استان ورسلی واقع شده‌است.

## خصوصیات
ترینو ۷۰٫۶ کیلومترمربع مساحت و ۷٬۴۹۰ نفر جمعیت دارد و ۱۲۰ متر بالاتر از سطح دریا واقع شده‌است.

## خواهرخوانده
شهرهای Chauvigny، گایزنهایم و Banfora خواهرخوانده‌های ترینو (کومونه) هستند.